# Міявакі Карін
Карін Міявакі (4 лютого 1997 , Токіо ) — японська фехтувальниця на рапірах, бронзова призерка Олімпійcьких ігор 2024 року.

## Виступи на Олімпіадах
| Олімпіада  | Дисципліна           | Місце |
| ---------- | -------------------- | ----- |
| Париж 2024 | індивідуальна рапіра | 22    |
| Париж 2024 | командна рапіра      | 3     |